# João Leiva Campos Filho
João Leiva Campos Filho, més conegut per Leivinha, (Novo Horizonte, 11 de setembre de 1949) és un futbolista brasiler retirat de la dècada de 1970.

## Trajectòria esportiva
Els seus tres principals clubs foren la Portuguesa, el Palmeiras i l'Atlètic de Madrid. Fou campió brasiler amb el Palmeiras i espanyol amb l'Atlético. Fou internacional amb la selecció brasilera un total de 21 partits entre juny de 1972 i juny de 1974 i marcà set gols. Disputà el Mundial de 1974.
És l'oncle del també futbolista Lucas Leiva.

## Palmarès
Palmeiras
- Lliga brasilera de futbol: 2
  - 1972, 1973
- Campionat paulista: 2
  - 1972, 1974

Atlético
- Lliga espanyola de futbol: 1
  - 1976-77
- Copa espanyola de futbol: 1
  - 1976